# كأس ويلز 1881–82
كأس ويلز 1881–82 (بالإنجليزية: 1881–82 Welsh Cup)‏ هو موسم من كأس ويلز. فاز فيه Cefn Druids A.F.C. ‏.